# 포가차

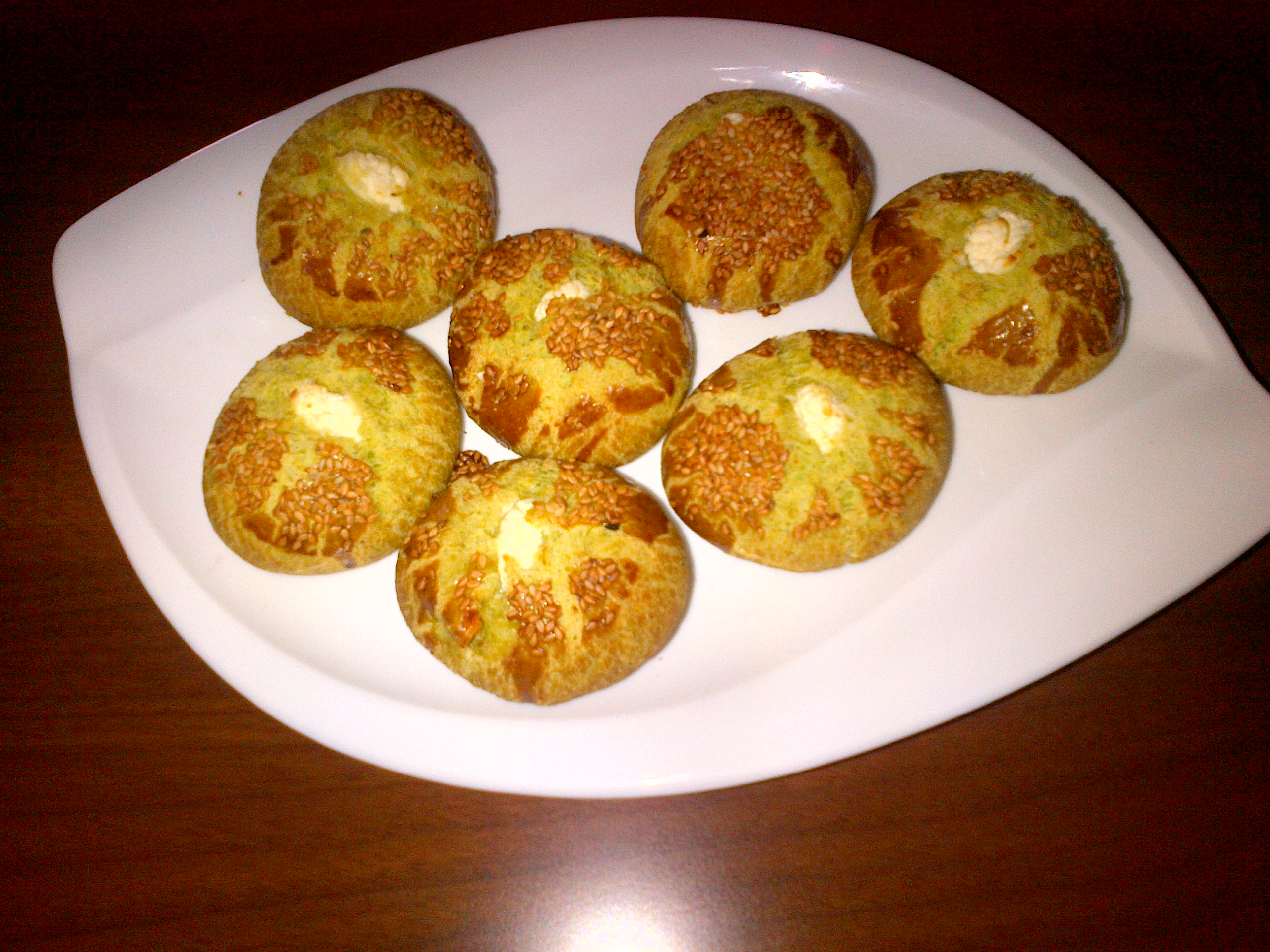

포가차(Pogača, 현대 터키어: poğaça)는 벽난로의 잿더미에서 나중에 오븐에서 구운 빵의 일종으로 포카차와 유사하다. 이스트를 넣지 않았지만 후자는 만들기가 더 어려운 것으로 간주된다. 일반적으로 밀가루로 만들지 만 보리와 때로는 호밀을 추가 할 수도 있다. 감자, 갈은 쇠고기, 올리브 또는 치즈로 속을 채울 수 있으며 참깨, 블랙 나이젤라 씨 또는 말린 딜과 같은 곡물과 허브를 반죽에 넣거나 위에 뿌릴 수 있다.

## 과자
지역에 따라 약간 다른 종류의 포가차를 만들기 때문에 다양한 질감과 풍미가 있다. 일부는 직경이 1인치에 불과할 수 있다. 다른 것들은 훨씬 더 크다. 다른 것들은 내부가 부서지기 쉬운 스콘과 같은 일관성을 가지고 있는 반면, 다른 것들은 신선한 디너 롤이나 크루아상처럼 더 부드럽다.
다양한 재료를 반죽에 사용하거나 굽기 전에 위에 뿌릴 수 있다. 중간 정도의 단단한 신선한 치즈, 숙성된 건조하고 단단한 치즈, 돼지고기 크래클링(테페르퇴), 양배추, 후추, 뜨겁거나 달콤한 파프리카, 마늘, 적양파, 캐러웨이 씨, 참깨, 해바라기 씨 또는 양귀비 씨가 들어간다.
터키 요리에서 포가차는 화이트 치즈(beyaz peynir) 또는 블랙 올리브, 감자, 양파 또는 갈은 쇠고기와 같은 다른 충전재로 채워질 수 있다.

## 같이 보기
- 부가사
- 피로시키